# Kreta-Wasserfrosch
Der Kreta-Wasserfrosch (Pelophylax cretensis oder Rana cretensis) gehört innerhalb der Ordnung der Froschlurche zur Familie der Echten Frösche (Ranidae). Außerdem wird er nach Aussehen, Lebensweise und Verwandtschaftsbeziehungen zu den Wasserfröschen gerechnet, die inzwischen von vielen Autoren in eine eigene Gattung Pelophylax gestellt werden. Die Art ist endemisch auf der griechischen Mittelmeerinsel Kreta beheimatet.

## Merkmale
Es handelt sich um einen mittelgroßen Wasserfrosch, wobei die Männchen anscheinend deutlich kleiner bleiben als die Weibchen. Während diese bei einer Untersuchung im Südosten Kretas Kopf-Rumpf-Längen von etwa 52 bis 86 mm aufwiesen (arithmetischer Mittelwert: 67,6), erreichten die dortigen Männchen nur Größen zwischen 40,5 und 61 mm (Mittelwert: 53,2). Männchen waren zwischen 8 und 31 Gramm schwer, Weibchen zwischen 20 und 96 Gramm.
Die Oberseite ist sandfarben mit olivgrünem Schimmer oder auch braun-grau, seltener grün mit großen braunen oder olivgrünen, unregelmäßigen Flecken. Manche Tiere weisen Ansätze einer gelblichen Rückenmittellinie auf, die jedoch nie ganz durchgängig ist. Bauch und Kehle sind weißlich oder elfenbeinfarben, gelegentlich mit schwacher Graupigmentierung. Die Innenseiten der Schenkel sowie die Flanken sind mit gelber Färbung durchsetzt, besonders intensiv ist diese in der Axillarregion. Der Fersenhöcker ist leicht gerundet, bei halbwüchsigen Tieren auch flach und dreieckig – ähnlich wie bei mitteleuropäischen Seefröschen. Die Männchen verfügen über paarige Schallblasen, die dunkelgrau, dunkelgrün oder fast schwarz sein können.

## Verbreitung und Lebensraum
Der Kreta-Wasserfrosch kommt ausschließlich auf der griechischen Insel Kreta vor, wo er vorwiegend die Tieflandregionen besiedelt. Der höchstgelegene Fundort befindet sich bei Skinias im Südosten der Insel auf 214 m NN. Die meisten Vorkommen existieren im westlichen Inselbereich.
Die Art scheint vor allem sauerstoffreiche Bäche und Flüsse zu besiedeln, darüber hinaus aber auch Stauseen und künstliche Wasserbecken. Jungtiere sind auch in kleinen Wasserlöchern und an überschwemmten Ufern zu finden. Schadstoffbelastete Gewässer, wie sie auf Kreta zahlreich sind, werden offenbar gemieden.
Die Tiere sind sehr scheu und flüchten bei Beunruhigung sofort ins Wasser, wo sie sich unter Steinen oder im Schlamm verbergen. Die Rufaktivität der Männchen (die Laichzeit beginnt ungefähr im Februar) ist in den späten Abend- und Nachtstunden am größten. Dies könnte auch mit einem hohen Feinddruck zusammenhängen; beispielsweise kommen in vielen Habitaten Wasserschildkröten wie Mauremys caspica sehr zahlreich vor.

## Systematik
Der Kreta-Wasserfrosch gehört zum Formenkomplex der Wasserfrösche (Pelophylax), der systematisch noch nicht abschließend bearbeitet ist und aufgrund der vielfältigen Hybridbildungen nur schwer zu erfassen ist. Weitere nah verwandte und anerkannte Wasserfroscharten auf der südlichen Balkanhalbinsel samt Mittelmeerinseln sind der Epirus-Wasserfrosch (Pelophylax epeiroticus) und der Skutari-Wasserfrosch (P. shqipericus). Der Karpathos-Wasserfrosch (P. cerigensis) wird als Form mit ungeklärtem Status bezeichnet. In Vorderasien tritt zudem Bedriagas Wasserfrosch (Rana cf. bedriagae) auf, der nach inzwischen zweifelhaften Auffassungen auch in der Türkei, auf Zypern und auf mehreren griechischen Inseln vorkommen sollte.

## Gefährdung
Der Kreta-Wasserfrosch wird in der Roten Liste gefährdeter Arten der IUCN als stark gefährdet („Endangered“) eingestuft, weil er über ein relativ kleines Verbreitungsgebiet von weniger als 500 km² verfügt und dieses stark fragmentiert ist. Zudem wird eine zunehmende Verschlechterung seiner Habitate festgestellt. Die Hauptgefährdung für diese Art geht vom Verlust geeigneter Habitate durch die Landwirtschaft, den Tourismus und die Besiedlung ihres Lebensraumes aus. Das Wasser der für sie notwendigen Flüsse wird zur Bewässerung von landwirtschaftlichen Flächen, vor allem für den Bananenanbau, genutzt. Dadurch fallen viele Flüsse während des Sommers trocken. Eine zusätzliche Gefährdung stellt der eingeführte Nordamerikanische Ochsenfrosch (Rana catesbeiana oder Lithobates catebeianus) dar, der mit dem kleineren Kreta-Wasserfrosch um den Lebensraum konkurriert sowie diesen durch Prädation bedroht.

## Belege
1. 1 2 3 4  Jörg Plötner: Die westpaläarktischen Wasserfrösche – von Märtyrern der Wissenschaft zur biologischen Sensation. Beiheft der Zeitschrift f. Feldherpetologie 9, Bielefeld 2005. ISBN 3-933066-26-3
2. ↑  Pelophylax cretensis in der Roten Liste gefährdeter Arten der IUCN 2009. Eingestellt von: Beerli, P. & Uzzell, T., 2008.